# Lençol térmico

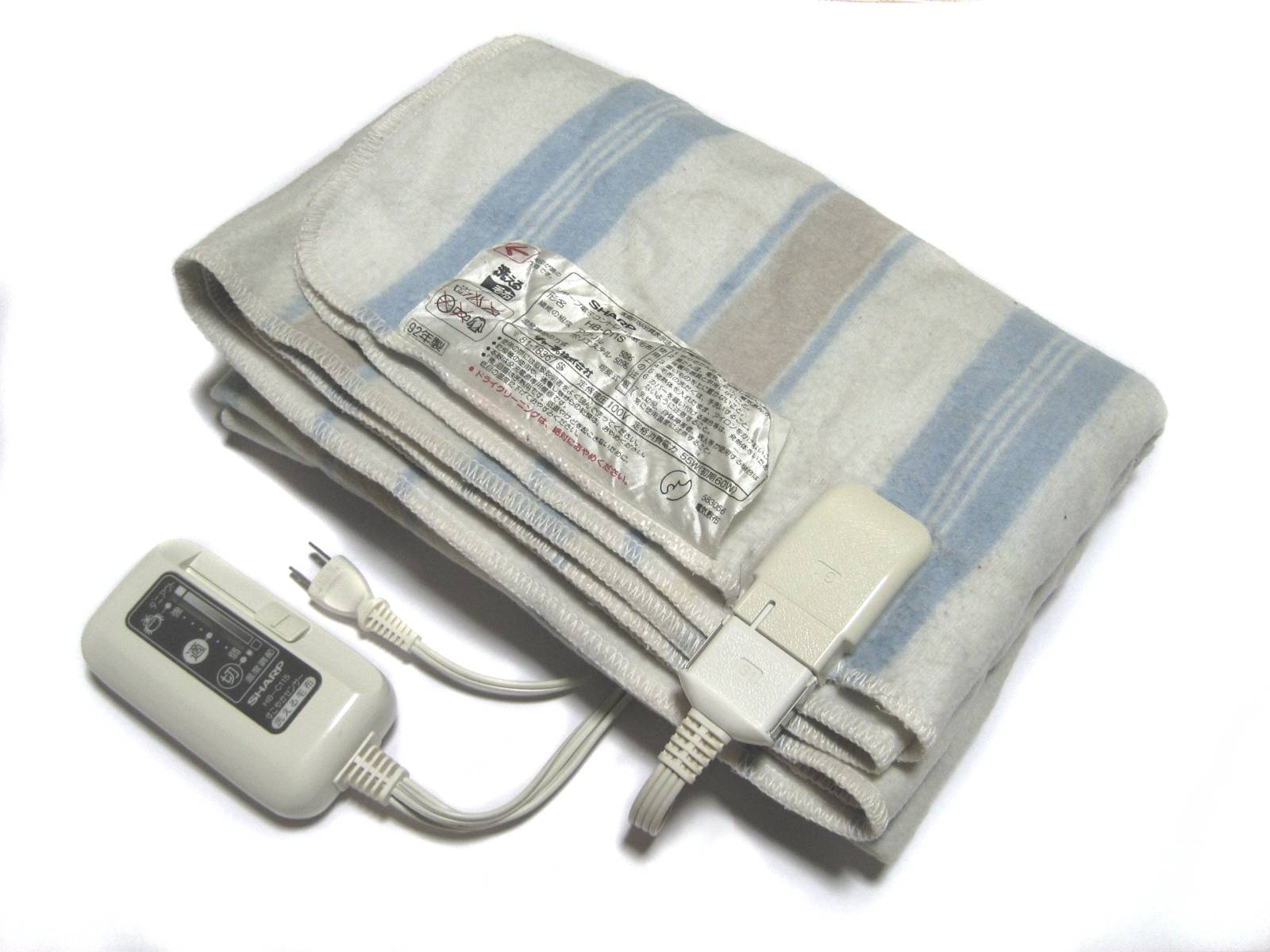
Cobertor elétrico

Um lençol térmico (português brasileiro) ou cobertor elétrico (português europeu) é uma espécie de lençol munido de resistores elétricos. Quando ligado à rede elétrica, dissipa calor através do efeito Joule, é capaz de proporcionar uma temperatura mais elevada à cama.

## Outros usos
Química
O lençol térmico (ou manta elétrica) é utilizada para o aquecimento de substâncias e misturas inflamáveis que, em geral, são dispostas em balões de fundo redondo de vidro refratário. A fonte de calor é uma resistência elétrica regulável por um reostato de modo que o aquecimento atinja várias temperaturas. Tem dimensões variadas para se adaptar aos diversos tamanhos dos frascos.
Pneus
O lençol térmico é usado para pré-aquecer pneus no automobilismo (como a Fórmula 1).